# Myeongjong van Joseon
Koning Myeongjong, geboren als Yi Hwan, was de dertiende vorst die de Koreaanse Joseondynastie regeerde. Hij volgde zijn half-broer Injong op, nadat deze slechts één jaar koning was geweest. Myeongjong was de tweede zoon van koning Jungjong, zijn moeder, koningin Munjeong, was de derde vrouw van Jungjong. Omdat Myeongjong slechts twaalf jaar oud was toen hij koning werd, kwam de feitelijk macht bij zijn moeder te liggen.
In de tijd dat Myeonjong de troon besteeg, waren er twee politieke fracties actief aan het hof; Groter Yun, aangevoerd door Yun Im, de oom van koning Injong en Kleiner Yun, aangevoerd door Yun Won-hyeong, een oom van koning Myeongjong. Toen Injong de troon besteeg, trok Groter Yun alle politieke macht naar zich toen, maar het lukte hen niet om Kleiner Yun geheel uit te schakelen, omdat deze fractie beschermd werd door koningin Munjeong.
Toen Myeongjong echter de troon besteeg, trok Kleiner Yun de macht naar zich toe, en op brutale wijze werd Groter Yun verdrongen. Yun Im werd geëxecuteerd.
Yun Won-hyeong werd uiteindelijk eerste minister in 1563, de hoogste positie aan het hof na de koning.
Koningin Munjeong bleef ook aan de macht nadat Myeongjong de leeftijd van 20 had bereikt. Pas toen koningin Munjeong in 1565 stierf, nam hij de scepter van haar over. Hij liet zijn oom, Yun Won-hyeong om het leven brengen.
De regering was verworden tot een corrupte bende onder de leiding van Yun Won-hyeong. De interne problemen hadden de natie verzwakt en omringende landen belaagden de grenzen van Joseon. Het land had een sterke leider nodig die het leger kon mobiliseren. Nadat Myeongjong de macht had overgenomen van zijn moeder probeerde hij de regering te hervormen. Hij stierf echter twee jaar later.
Omdat hij geen zoon had, werd het koningschap in 1567 overgenomen door zijn neef Seonjo.

## Volledige postume naam
- Koning Myeongjong Gongheon Heoneui Somun Gwangsuk Gyeonghyo de Grote van Korea
- 명종공헌헌의소문광숙경효대왕
- 明宗恭憲獻毅昭文光肅敬孝大王

- Library of Congress Control Number: n85012225
- Virtual International Authority File: 40794498
- WorldCat: E39PBJpJjF7fc7QdxwTTPpWFKd